# Ија (Санторини)
Ија (грч. Οια) је насеље на острву Санторини, на Кикладима, у Јужном Егеју, Грчка. Од 2011. године је део општине Санторини. Смештена на 150 метара надморске висине. 2011. године имала је 1.545 становника. Удаљена је 12 км од главног града острва Фира и 17 км од аеродрома Санторини.
Насеље је у прошлости носио назив Апано Мерија или Аномерија (Απανω Μερια, Ανωμερια, „горња страна“).
Ија је постигла велики просперитет крајем деветнаестог и почетком двадесетог века. Њена привреда се заснивала на њеној трговачкој флоти  која је трговала у источном Медитерану, све од Александрије па до Русије .  Део града је уништен током земљотреса 1956.

## Историја
Насеље Ија се помиње у неколико наврата у путописним извештајима и  пре млетачке владавине, када је Марко Санудо основао војводство Наксос 1207. године и успоставио феудализам на Санторинију. Под влашћу породице Короња, Агиос Николаос Кастел, такође назван Апаномерија, био је једна од пет локалних цитадела.
Године 1537, Хајрудин Барбароса је освојио Егејска острва и ставио их под власт отоманског султана Селима II. Међутим, Санторини је остао власништво породице Крисп до 1566. године, када прелази у руке Џозефа Насија, а након његове смрти 1579. године, коначно га пеузима Османско царство . Од 16. до 19. века насеље је на картама носило назив Апаномерија.  Име насеља је промењено у Ија у другој половини 19. века.
Крајем 19. и почетком 20. века, град је био поморски град који је процветао као резултат поморске трговине широм Медитерана, посебно као део трговачког пута између Русије и Александрије. Године 1890. Оја је имала око 2.500 становника и око 130 једрењака. У заливу Армени је било пристаниште. У залеђу у великим количинама, се производило одлично вино и извозило између осталог у Француску.. Појавом парних бродова, долази до колапса тадашњих траговачких путева. Такође, због исељавања становништва, долази и до смањења пољопривредне производње. Све то , заједно са прекомерним риболовом и ратовима , доприноси паду економије града  почетком 20. века. 
9. јула 1956. догодио се земљотрес магнитуде 7,8 који је изазвао огромну материјалну штету. Једна од последице је била висока емиграције, која је узроковала да је 1977. године број становника износио само 306 људи.  Након земљотреса, село се поново развило у атрактиван туристички град на Кикладима,

## Клима
Клима у Ији је углавном умерена и блага. Зиме су влажне, а лета су врућа и сува. Апсолутни максимум забележене температуре је 40 °C у јуну, док је апсолутни минимум у децембру је 0 °C. Брзина ветра варира од 56 km/h у августу до 98 km/h у октобру и фебруару.
| Клима Ија, Грчка         | Клима Ија, Грчка | Клима Ија, Грчка | Клима Ија, Грчка | Клима Ија, Грчка | Клима Ија, Грчка | Клима Ија, Грчка | Клима Ија, Грчка | Клима Ија, Грчка | Клима Ија, Грчка | Клима Ија, Грчка | Клима Ија, Грчка | Клима Ија, Грчка | Клима Ија, Грчка |
| Показатељ \ Месец        | .Јан.            | .Феб.            | .Мар.            | .Апр.            | .Мај.            | .Јун.            | .Јул.            | .Авг.            | .Сеп.            | .Окт.            | .Нов.            | .Дец.            | .Год.            |
| ------------------------ | ---------------- | ---------------- | ---------------- | ---------------- | ---------------- | ---------------- | ---------------- | ---------------- | ---------------- | ---------------- | ---------------- | ---------------- | ---------------- |
| Максимум, °C (°F)        | 14 (57)          | 14 (58)          | 16 (61)          | 19 (66)          | 22 (72)          | 26 (79)          | 27 (81)          | 28 (82)          | 26 (78)          | 22 (72)          | 18 (65)          | 16 (60)          | 20,7 (69,3)      |
| Минимум, °C (°F)         | 9 (49)           | 9 (49)           | 11 (51)          | 13 (55)          | 16 (61)          | 20 (68)          | 23 (73)          | 23 (73)          | 21 (69)          | 18 (64)          | 14 (57)          | 11 (52)          | 15,7 (60,1)      |
| Количина падавинаmm (in) | 71 (2,8)         | 43 (1,7)         | 41 (1,6)         | 15 (0,6)         | 10 (0,4)         | 0 (0)            | 0 (0)            | 0 (0)            | 50 (2)           | 100 (4)          | 200 (8)          | 280 (11)         | 810 (32,1)       |
| Извор:                   |                  |                  |                  |                  |                  |                  |                  |                  |                  |                  |                  |                  |                  |